# Jonon
Jonon is een organische verbinding met een aangename, in verdunde toestand naar viooltjes ruikende, geur. α-jonon heeft een sterkere geur dan β-jonon. Er bestaat ook nog een γ-vorm. Jonon komt in verscheidene plantensoorten voor.

## Synthese
Er zijn verschillende syntheseroutes voor jonon. De meeste toegepaste is de synthese uit citral en aceton. De eerste stap bestaat uit een base-gekatalyseerde condensatiereactie (aldolcondensatie) van beide reagentia, waarbij pseudojonon ontstaat:
De daaropvolgende stap betreft de cyclisatie van pseudojonon tot de α- en β-vorm met verdund zuur:
De mate waarin de α- en β-vorm worden gevormd hangt af van het gebruikte zuur: met fosforzuur ontstaat hoofdzakelijk α-jonon, terwijl met zwavelzuur meer van de β-vorm ontstaat.

## Toepassingen
Jonon en verscheidene van haar verbindingen worden als geurstof in bijvoorbeeld parfum gebruikt. Met name in geurstoffen die naar viooltjes, iris en sommige bessen moeten ruiken is het een veel gebruikte stof.
Bèta-jonon is een grondstof voor de productie van retinol.